# Phoma aubrietiae
Phoma aubrietiae är en lavart som först beskrevs av Moesz, och fick sitt nu gällande namn av Boerema 1970. Phoma aubrietiae ingår i släktet Phoma, ordningen Pleosporales, klassen Dothideomycetes, divisionen sporsäcksvampar och riket svampar.   Inga underarter finns listade i Catalogue of Life.